# Palatine (Illinois)
Palatine ist ein Ort im Cook County im US-Bundesstaat Illinois mit der Rechtsform eines Village.

## Geographie
Palatine liegt am äußersten Rand der Metropolregion Chicago, knapp 50 Kilometer nordwestlich von der Stadt Chicago. Die größten Nachbarstädte sind Arlington Heights im Südosten, Schaumburg im Süden, Barrington und Lake Zurich im Nordwesten und Buffalo Grove im Nordosten.

## Geschichte
Palatine würde 1866 gegründet. Es wurde um eine Haltestelle der neuen Chicago and North Western Railway gebaut. Joel Wood hat das Land vermessen und wird als Gründer von Palatine angesehen. Eine der Straßen im Ortszentrum wurde nach ihm benannt.
Der Ort verzeichnete ein starkes Bevölkerungswachstum seit den 1970er-Jahren, als Teil von Chicagos stark ausbreitenden Vorstadtgebieten.

### Demografische Daten
Laut dem United States Census 2000 lebten 65.479  Einwohner in 25.518  Haushalten und 16.586 Familien. Die Bevölkerung setzte sich aus 83,05 % Weißen, 7,56 % Asiaten und 2,15 % Schwarzen zusammen. Hispanics oder Latinos stellten 14,12 % der Bevölkerung. Das Pro-Kopf-Einkommen betrug 30.661 US-Dollar und 4,8 % der Bevölkerung lebte unter der Armutsgrenze.
Bei der Volkszählung 2020 wurde vom U.S. Census Bureau eine Einwohnerzahl von 67.908 ermittelt.

## Partnerstädte
- Fontenay-le-Comte

## Wirtschaft und Infrastruktur

### Verkehr

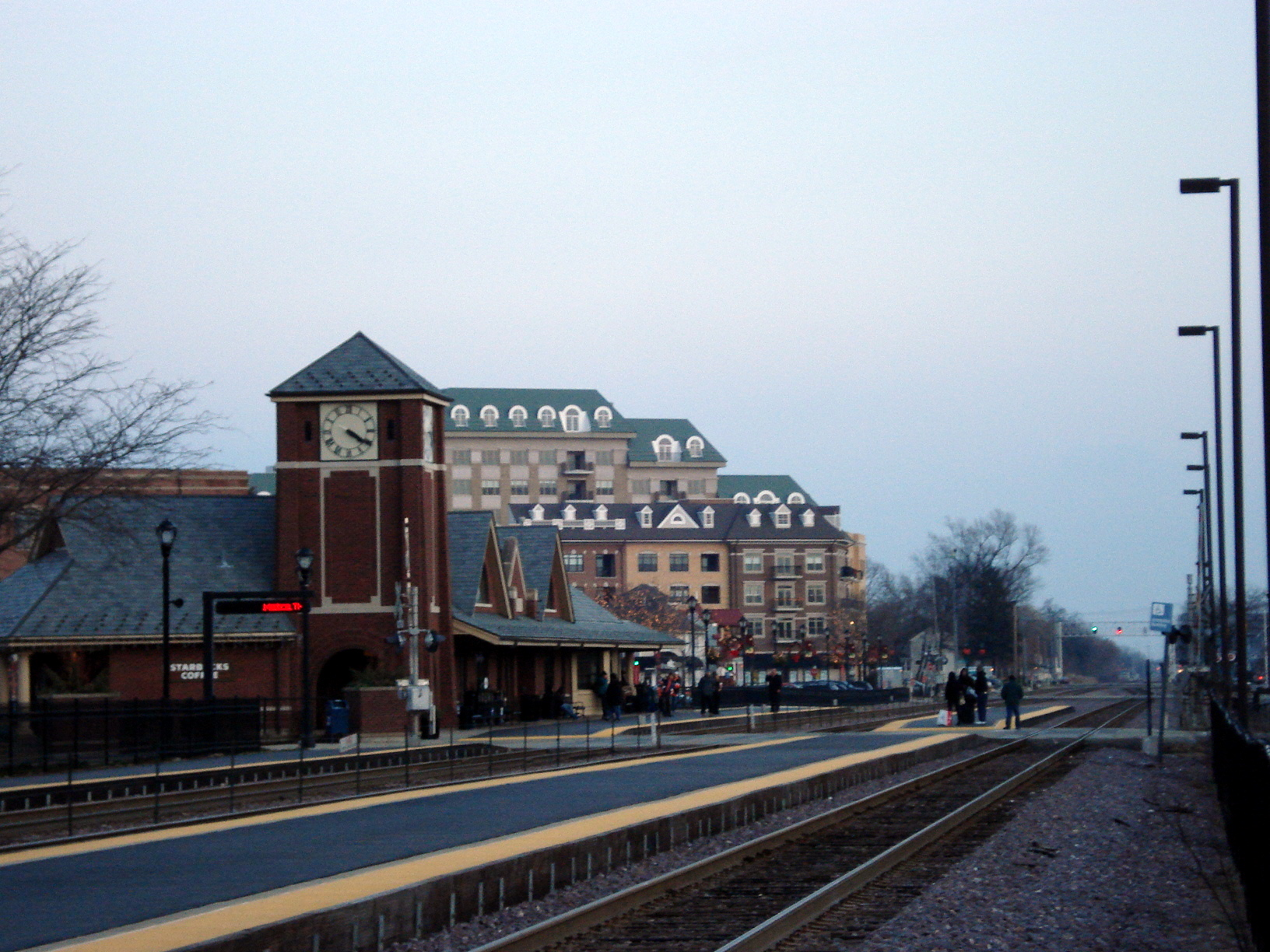
Bahnhof der METRA in Palatine

Palatine hat eine Haltestellen an der Union Pacific/Northwest Line der METRA, die einen täglichen Fahrdienst zwischen Harvard und Chicago sicherstellt. Die Ortschaft hat über die Illinois State Route 53 Anbindung an die Interstate 90, die eine Verbindung zum 25 Kilometer südöstlich gelegenen O’Hare International Airport, der Stadt Chicago und anderen Vororten bietet.

### Unternehmen
Sowohl Square D, eine der drei Kernmarken von Schneider Electric, als auch Weber-Stephen Products, der Hersteller der weltweit verkauften Weber-Grills, haben ihren Hauptsitz in Palatine.

## Söhne und Töchter der Stadt
- Christina Moore (* 1973), Schauspielerin
- Mike Tauchman (* 1990), Baseballspieler
- Taylor Marie Hill (* 1996), Model und Victoria’s Secret Engel